# Johnny Oates
Johnny Lane Oates (Sylva, 21 gennaio 1946 – Richmond, 24 dicembre 2004) è stato un giocatore di baseball e allenatore di baseball statunitense.
Ha giocato nella Major League Baseball (MLB) come ricevitore per i Baltimore Orioles, Atlanta Braves, Philadelphia Phillies, Los Angeles Dodgers e New York Yankees dal 1970 al 1981.  Durante la sua carriera da giocatore, era un giocatore che è stato apprezzato per le sue tecniche difensive e ha giocato per la maggior parte della sua carriera come giocatore di riserva. Fu un grande allenatore di una federazione in cui Oates visse il suo più grande successo, quando, sotto la sua guida, i Texas Rangers vinsero tre titoli della American League Western Division.

## Carriera da giocatore di baseball

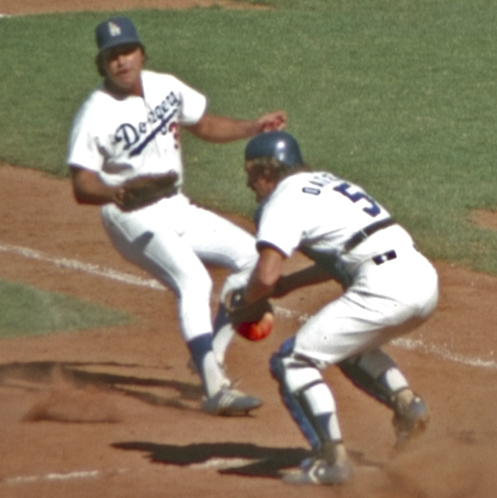
Oates in tenuta da ricevitore con i Dodgers nel 1978

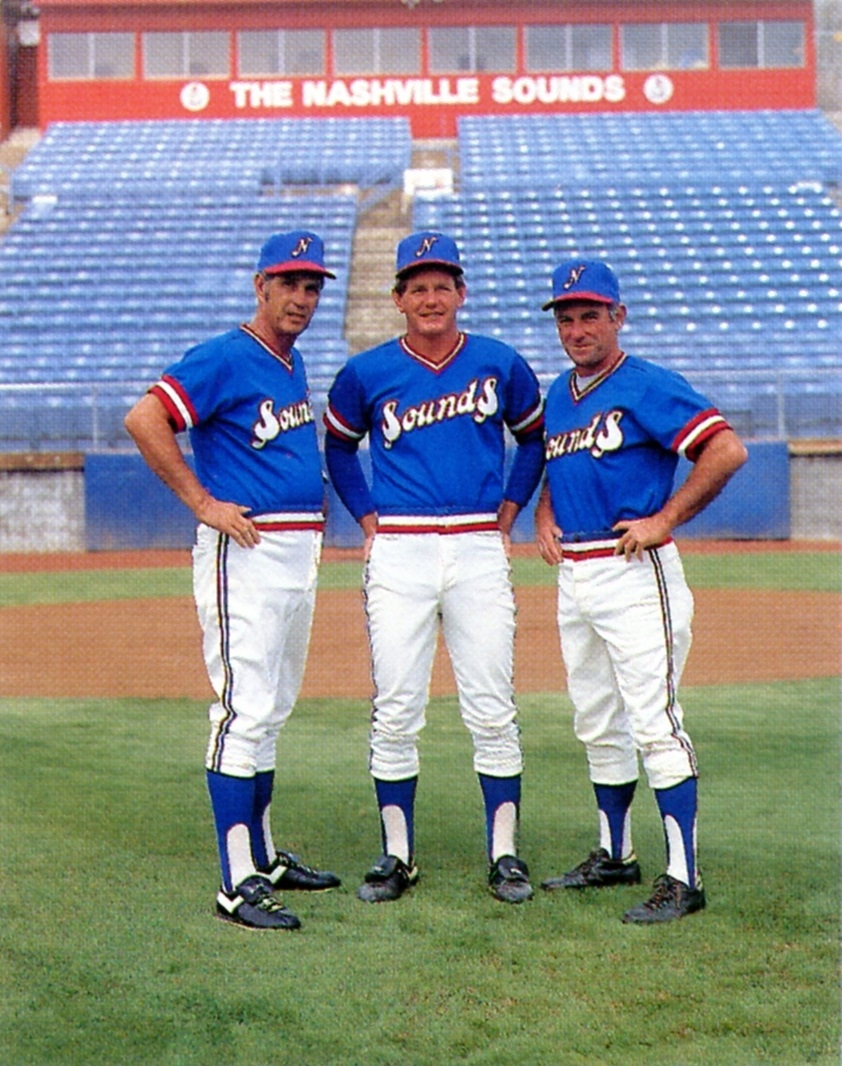
Oates (al centro) nel 1982, allenatore dei Nashville Sounds della Doppia-A

Nato a Sylva, in Carolina del Nord, Oates si è diplomato alla Prince George High School di Prince George, in Virginia, prima di andare alla Virginia Tech a Blacksburg. Fu selezionato dai Baltimore Orioles come prima scelta nel Draft secondario della Major League Baseball del 1967.
Iniziò la sua carriera nel baseball professionistico con i Bluefield Orioles e poi con i Miami Marlins nel 1967 all'età di 21 anni. Dopo due stagioni con i Miami, Oates passò ai Dallas-Fort Worth Spurs nel 1969 dove batté per una media di battuta di .288 in 66 partite.  Continuò la sua scalata nella lega minore nel 1970, giocando per i Triple-A Rochester Red Wings prima di fare il suo debutto nella major league con i Baltimore Orioles all'età di 24 anni il 17 settembre 1970.  Oates non era nella formazione post-stagione degli Orioles quando vinsero le World Series del 1970. Oates ritornò nella minor league nel 1971, giocando un'altra stagione con il Rochester in cui ha registrato una media di battuta di .277 con una percentuale rispettabile di .364 di arrivo in base.
Oates fu riportato agli Orioles per la stagione del 1972, dove partecipò alla maggior parte delle partite degli Orioles. Le sue abilità difensive divennero evidenti quando guidò i ricevitori della American League con una percentuale di .995. In una transazione guidata principalmente dalla necessità degli Orioles di avere un ricevitore potente, Oates fu scambiato con Davey Johnson, Pat Dobson e Roric Harrison agli Atlanta Braves per Earl Williams e Taylor Duncan l'ultimo giorno dei Winter Meetings il 1º dicembre del 1972. Oates trascorse due stagioni con i Braves, combattendo al fianco di Paul Casanova e poi Vic Correll, prima di essere ceduto ai Philadelphia Phillies nel maggio del 1975.
Oates era stato designato al plotone come ricevitore con Bob Boone per la stagione 1976, tuttavia, nella partita di apertura della stagione contro i Pittsburgh Pirates, si ruppe la clavicola in una collisione sulla casa base con Dave Parker e saltò quasi metà della stagione. "Quella partita cambiò la mia carriera", disse in seguito.  Tornò per aiutare i Phillies a vincere il pennant della National League Eastern Division del 1976. Oates fece una sola apparizione come battitore di riserva nella National League Championship Series del 1976 quando i Phillies persero contro i futuri campioni del mondo Cincinnati Reds. Dopo la stagione, fu scambiato con i Los Angeles Dodgers il 20 dicembre 1976.
Con i Dodgers, Oates lavorò come ricevitore di riserva dietro a Steve Yeager e, ancora una volta, raggiunse la post-stagione, mentre i Dodgers conquistarono il titolo della National League West nel 1977. I Dodgers continuarono a sconfiggere i Philadelphia Phillies nel National League Championship Series del 1977 prima di perdere alla fine contro i New York Yankees nel 1977 World Series.  Nel 1978, Oates apparve in sole 40 partite quando i Dodgers si riconfermarono come campioni della Western Division e, ancora una volta, sconfissero i Philadelphia Phillies nella National League Championship Series del 1978. Le World Series del 1978 furono anche una replica dell'anno precedente, dato che i Dodgers persero ancora una volta contro gli Yankees in una serie di sei partite.  Il tempo di gioco di Oates diminuì ulteriormente nel 1979 quando apparve in sole 26 partite prima di essere rilasciato alla fine della stagione.  Divenne un free agent e firmò un contratto per giocare per i New York Yankees il 4 aprile 1980. Oates fece da riserva a Rick Cerone durante la stagione del 1980 prima di giocare nella sua ultima partita il 24 maggio 1981, all'età di 35 anni.

## Managing
Oates iniziò a gestire il baseball nel 1982 quando guidò il Double-A Nashville Sounds dei New York Yankees per vincere il titolo della Southern League. Dal 1984 al 1987, lavorò come allenatore per i Chicago Cubs e fu accreditato per aver trasformato Jody Davis in un ricevitore vincitore del Gold Glove Award. Si riunì all'organizzazione degli Orioles presso la loro filiale AAA di Rochester nel 1988.  L'anno successivo, fu promosso alle major dove lavorò come primo allenatore della base sotto Frank Robinson, e nel 1991, dopo che Robinson iniziò 13-24, Oates fu promosso a manager degli Orioles. Nella sua prima stagione completa con la squadra, Oates guidò gli Orioles ad un record di 89-73 e poi ad uno di 85-77 nel 1993, che lo aiutò a vincere il premio <i id="mwrA">Sporting News</i> Manager of the Year. Tuttavia, a seguito della stagione del 1994 accorciata per sciopero, Oates fu licenziato dal nuovo proprietario Peter Angelos. Terminò la sua carriera manageriale ad Orioles con un record di 291 vittorie e 270 sconfitte.
Nonostante fosse stato licenziato dagli Orioles, Oates fu rapidamente assunto dai Texas Rangers, che avevano appena licenziato il loro precedente manager, Kevin Kennedy. Oates continuò a guidare i Rangers alla loro prima comparsa nei playoff nella storia della squadra durante la stagione del 1996. Nonostante la scarsa ERA della squadra (la squadra aveva una media collettiva di 4,65), la formazione in battuta dei Rangers era incredibilmente potente, con Iván Rodríguez, Will Clark, Mark McLemore, Dean Palmer, Rusty Greer, Juan González e Mickey Tettleton; la squadra terminò con 90-72. Oates vinse l'American League Manager of the Year Award nel 1996, condividendo gli onori con Joe Torre degli Yankees.
Oates continuò a guidare i Rangers per molte altre stagioni, portandoli ai titoli della American League West nel 1998 e nel 1999. Tuttavia, dopo un quarto posto nel 2000 e l'inizio della stagione 2001 con un record di 11-17, Oates si dimise da manager e l'allenatore della terza base Jerry Narron lo sostituì. Molti fan, tuttavia, incolparono la direzione dei Rangers per i problemi della squadra, dicendo che la gestione della squadra aveva riposto aspettative irragionevoli su Oates, specialmente dopo aver speso 252 milioni di dollari per il free agent interbase Alex Rodriguez. Terminò la sua carriera manageriale con i Rangers con un record di 506 vittorie e 476 sconfitte.

## Statistiche di carriera

### Gioco
In 11 anni di carriera nella Major League, Oates giocò 593 partite, accumulando 410 colpi in 1.637 battute per una media di battuta di .250 in carriera insieme a 14 fuoricampo, 126 percorsibattuti e una percentuale di 0,309 in base. Era un buon difensore, ha concluso la sua carriera con una percentuale di fielding del .987.

### Record manageriali
| Squadra           | Da     | A      | Record stagione regolare | Record stagione regolare | Record stagione regolare | Record post-stagione | Record post-stagione | Record post-stagione |
| Squadra           | Da     | A      | W                        | L                        | Win %                    | W                    | L                    | Win %                |
| Baltimore Orioles | 1991   | 1994   | 291                      | 270                      | .519                     | —                    | —                    | —                    |
| Texas Rangers     | 1995   | 2001   | 506                      | 476                      | .515                     | 1                    | 9                    | .100                 |
| Totale            | Totale | Totale | 797                      | 746                      | .517                     | 1                    | 9                    | .100                 |

## Onori
Oates fu nominato Manager dell'Anno dell'American league nel 1996 quando guidò i Rangers al loro primo posto nei playoff nella storia della squadra, vincendo la American League West Division. Quell'anno vinse lo Sporting News American League Manager of the Year Award (e anche quando era il manager degli Orioles nel 1993).
La sua uniforme con il numero 26 fu ritirata dai Rangers il 5 agosto 2005. Fu solo il secondo numero ritirato dai Rangers, dopo il 34 di Nolan Ryan. Durante la stagione del 2005, una toppa commemorativa è stata indossata su tutte le uniformi dei Ranger e un cartello è stato appeso sul muro esterno del campo in suo onore. Prima della terza partita della serie 2010 della American League Division contro i Tampa Bay Rays, suo nipote di otto anni, Johnny Oates II, lanciò il primo lancio cerimoniale.
Oates è stato inserito successivamente nella Baltimore Orioles Hall of Fame il 7 agosto 2010. Quello stesso anno, Buck Showalter aveva onorato il suo amico Oates scegliendo il numero 26 mentre assumeva la direzione dei Baltimore Orioles.
Oates fu inserito nella Virginia Tech Sports Hall of Fame nel 1983. È stato inserito nella Virginia Sports Hall of Fame (l'organizzazione statale) nel 2003.

## Vita privata
Oates stava valutando la possibilità di tornare al managing quando gli fu diagnosticato un tumore cerebrale aggressivo, il glioblastoma multiforme. I medici diedero ad Oates solo circa un anno di vita, ma sopravvisse per oltre tre anni: abbastanza per partecipare al matrimonio di sua figlia, alla nascita di suo nipote e alla sua introduzione nella Texas Rangers Hall of Fame al Ballpark di Arlington. Durante la cerimonia al Ballpark, gli fu data una standing ovation mentre Oates, indebolito dal cancro e dalle terapie, aveva bisogno dell'aiuto di sua moglie Gloria e di un bastone per camminare.
Oates cedette al tumore all'età di 58 anni presso il Virginia Commonwealth University Medical Center di Richmond la vigilia di Natale del 2004.